# Ceylalictus horni
Ceylalictus horni är en biart som först beskrevs av Embrik Strand 1913.  Ceylalictus horni ingår i släktet Ceylalictus och familjen vägbin. Inga underarter finns listade i Catalogue of Life.